# Hall XFH
Hall XFH – doświadczalny myśliwiec amerykański zbudowany na zamówienie United States Navy (USN) w firmie Hall-Aluminum Aircraft Corporation i zaprojektowany przez Charlesa Halla. XFH był pierwszym amerykańskim myśliwcem o metalowej, półskorupowej konstrukcji kadłuba. Samolot okazał się nieudany pod względem osiągów i właściwości pilotażowych, ostatecznie po kilku mniejszych wypadkach został stracony w czasie prób lądowania na lotniskowcu.

## Tło historyczne
W grudniu 1927 Bureau of Aeronautics (BuAer, dyrektorat USN ds. lotnictwa morskiego) zwróciło się do Hall-Aluminum Aircraft Corporation z prośbą o zaprojektowanie wersji rozwojowej łodzi latającej Naval Aircraft Factory PN. Nowy samolot, XPH-1, odbył pierwszy lot w grudniu 1929. Jeszcze przed pierwszym lotem XPH-1, a po otrzymaniu kontraktu na wodnosamolot, Charles Hall skutecznie przekonał BuAer na przyznanie mu kontraktu na zbudowanie myśliwca o konstrukcji metalowej (aluminiowej) wykorzystującego rozwiązania opracowane w firmie Hall-Aluminum Aircraft Corporation. Samolot został zamówiony przez BuAer nie jako kandydat do produkcji seryjnej ale jako doświadczalna maszyna na której chciało sprawdzić nowe technologie konstrukcyjne z użyciem metalu.

## Opis konstrukcji
Hall XFH był jednomiejscowym, jednosilnikowym dwupłatowcem jednokomorowym o konstrukcji metalowej, ze skrzydłami i powierzchniami sterowymi ogona krytymi płótnem. Był to pierwszy amerykański myśliwiec z kadłubem o konstrukcji półskorupowej. Kadłub samolotu był wodoszczelny, został zaprojektowany aby długo unosić się na wodzie w razie awaryjnego wodowania. XHF miał podwozie stałe w układzie klasycznym z kołem ogonowym, podwozie mogło być odrzucone przed awaryjnym lądowaniem na wodzie aby zapobiec przewróceniu się samolotu w czasie lądowania.
XFH miał nietypowy układ skrzydeł, górne skrzydło miało niewielki skos do tyłu (6°), a dolne miało skos do przodu (4°), takie rozwiązanie zapewniało pilotowi znakomitą widoczność.
Napęd samolotu stanowił dziewięciocylindrowy, chłodzony powietrzem silnik gwiazdowy typu Pratt & Whitney R-1340-B o mocy 450 KM z metalowym, dwupłatowym śmigłem o stałym skoku.
Samolot mierzył 6,85 m długości, 3,35 m wysokości, rozpiętość skrzydeł wynosiła 9,75 m, a ich powierzchnia 23,68 m². Masa własna samolotu wynosiła 804 kg, a masa startowa do 1140 kg.
Prędkość maksymalna XFH wynosiła 246 km/h, a jego zasięg 443 km. Samolot mógł wzbić się na pułap ponad 7700m z prędkością wznoszenia do 9,07 m/s.
Planowane uzbrojenie miały stanowić dwa karabiny maszynowe kalibru 7,62 mm.

## Historia
Prototypy (number seryjny BuA-8009) został dostarczony koleją do bazy USN Naval Support Facility Anacostia 18 czerwca 1929 ale w trakcie transportu został nieco uszkodzony ogon samolotu. Oprócz naprawy uszkodzeń, BuAer poprosiło o wprowadzenie kilku drobnych zmian i pierwszy lot samolotu odbył się dopiero 25 września. W trakcie lotu wykryto nieprawidłowe wyważenie steru kierunkowego, na skrzydłach w kilku miejscach rozpruło się zszycie płótna i wygięło się kilka żeber. Konstrukcja skrzydła została wzmocniona poprzez dodanie kilku żeber, a płótno zostało zszyte gęstszym ściegiem ale podczas dalszych testów doszło do poważniejszej awarii kiedy w czasie lotu nurkowego przy prędkości około 200 mil na godzinę (ok. 320 km/h) doszło do złamania tylnego dźwigara górnego skrzydła (według niektórych źródeł górne skrzydło oderwało się od samolotu). Analiza wypadku wykonana przez National Advisory Committee for Aeronautics sugerowała, że do awarii doszło z powodu nieodpowiedniego oszacowania współczynnika obciążenia wewnętrznej, przykadłubowej części skrzydeł.
Po naprawie i wzmocnieniu skrzydła w zakładach Halla samolot został ponownie przekazany USN, gdzie kontynuowano jego testowanie. 3 stycznia 1930 w czasie testów lądowania na lotniskowcu niespodziewanie zawiódł silnik samolotu i spadł on do wody. Okazało się wówczas, że wodoodporny kadłub rzeczywiście dobrze spełnił swoją rolę, samolot utrzymał się na powierzchni wody ponad 40 minut zanim został z niej podniesiony.
Biorąc pod uwagę niezbyt dobre osiągi samolotu, źle oceniane charakterystyki pilotażowe i skomplikowaną, trudną w produkcji seryjnej konstrukcję kadłuba nie kontynuowano dalszych testów z samolotem.